# Dermosari
Dermosari is een bestuurslaag in het regentschap Trenggalek van de provincie Oost-Java, Indonesië. Dermosari telt 2432 inwoners (volkstelling 2010).